# Clara Lerby
Clara Hanna Lerby, född 8 maj 1999 i Trelleborg, är en svensk handbollsspelare (vänstersexa). Hon spelar sedan 2023 för EH Aalborg i danska andraligan.

## Klubbkarriär
Lerby är uppväxt i Trelleborg, och började spela handboll i Trelleborgs HBK, där hon spelade till 2015. Hon spelade i Kungälvs HK åren 2015–2019. 2019 anslöt hon till Lugi HF. I augusti 2020 drabbades hon av en korsbandsskada under försäsongsträningen och fick ägna ett år till rehabilitering. I augusti 2021 gjorde hon comeback i Lugi efter skadan. I februari 2022 drabbades hon på nytt av en korsbandsskada.
Sommaren 2023 lämnade hon Lugi för danska EH Aalborg i andraligan 1. Division.

## Landslagskarriär
Landslagskarriären började i ungdomslandslaget där hon har spelat 26 matcher och gjort 55 mål, framför allt i U-19 EM och U-20 VM. Hon vann inga meriter med U-landslaget.
Hon blev i början av 2020 uttagen till att delta i OS-kval med A-landslaget, men kvalspelet sköts upp på grund av coronaviruspandemin. Hon var inte med i truppen när OS-kvalet väl skulle spelas. Hon debuterade istället i A-landslaget i EM-kvalet mot Island den 7 oktober 2021 och gjorde ett mål. Hon blev sedan uttagen till VM 2021 i Spanien.